# Episodi de Die Camper (terza stagione)
La terza stagione della serie televisiva Die Camper è stata trasmessa in anteprima in Germania da RTL Television tra il 28 aprile 2000 e il 21 luglio 2000.
| nº | Titolo originale       | Titolo italiano | Prima TV Germania | Prima TV Italia |
| -- | ---------------------- | --------------- | ----------------- | --------------- |
| 1  | Fremde im Vorzelt      | inedito         | 28 aprile 2000    | inedito         |
| 2  | Das Geheimnis          | inedito         | 5 maggio 2000     | inedito         |
| 3  | Bennos Reich           | inedito         | 12 maggio 2000    | inedito         |
| 4  | Glückliche Hühner      | inedito         | 19 maggio 2000    | inedito         |
| 5  | Alles für 'ne Mark     | inedito         | 26 maggio 2000    | inedito         |
| 6  | Platz am See           | inedito         | 2 giugno 2000     | inedito         |
| 7  | Bellmanns Erbe         | inedito         | 9 giugno 2000     | inedito         |
| 8  | Der Chef kommt         | inedito         | 16 giugno 2000    | inedito         |
| 9  | Der Besuch der Königin | inedito         | 23 giugno 2000    | inedito         |
| 10 | Der Neffe              | inedito         | 30 giugno 2000    | inedito         |
| 11 | Die Kette              | inedito         | 7 luglio 2000     | inedito         |
| 12 | Der Kurzschluss        | inedito         | 14 luglio 2000    | inedito         |
| 13 | Stille Nacht           | inedito         | 21 luglio 2000    | inedito         |